# Нов световен ред (кеч)
Новият световен ред (обикновено съкратено като NWO и в логото, стилизирано като nWo) са кеч група, която първоначално се състои от Холивуд Хълк Хоган, Скот Хол и Кевин Неш.
Групата е съставена в WCW с образа на група неподчиняващи се кечисти, които се стремят да „превземат“ и контролират WCW по начина на улична банда. По-късно групата се появява в Световната федерация по кеч (WWF), след закупуването на WCW от WWF. Историята с nWo се превръща в една от най-влиятелните сили в успеха на WCW от средата до края на 90-те години на миналия век и е инструмент за превръщане на професионалния кеч в Северна Америка в по-зрял, ориентиран към възрастните продукт и става основната движеща сила зад успеха на WCW над WWF във Войните в понеделник вечер (Monday Night Wars).
Сюжета обикновено се смята за един от най-успешните в историята на съвременния кеч, провокирайки няколко имитации и пародии, включително групи като bWo, lWo и jWo. Групата доминира WCW програмите в края на 1990-те и продължава своето господство до разпадането на WCW през 2001 г.

## История
На 6 юни 1996 г. на WCW pay-per-view-то Bash at the Beach (1996), Хълк Хоган неочаквано се присъединява към Външните нашественици – Кевин Неш и Скот Хол. Той пребива стария си приятел на ринга Ренди Савидж, а Хол отброява три удара. Хоган, Неш и Хол триумфално вдигат ръцете си. Чашки и други отпадъци започват да летят към ринга и междувременно Джийн Окерлънд ще интервюира Хоган.
| “ | Джийн Окерлънд: Хълк Хоган, моля те! Позволете ми. Какво мисли за това света? Хълк Хоган: Мийн Джийн! Първото нещо, което трябва да направите, е да кажете на тези хора да млъкнат, ако искате да чуете нещо от мен! Окерлънд: След толкова години с вас, аз се чувствам зле, защото се сприятелихте с тези хора. Всички хора по света мразят тези двамата и сега Хълк Хоган се е присъединил към тях. Трябва да се шегувате. Хоган: Първото нещо, което трябва да осъзнаеш братко е, че бъдещето на кеча сега е на ринга. Можете да ни наречете Новия световен ред на кеча, братко. | ” |

Хоган продължава, напомняйки на всички за „голямата федерация на север“, откъдето идват Хол и Неш, и че той също е бил там и свързва името на това дружество с неговото име, докато не се премести в WCW през 1994 година.
| “ | Хоган: Към мен се обърна милиардера Тед Търнър, който ми обеща филми, милиони долари, мачове от световна класа. Но аз съм уморен от това, което прави Ерик Бишоф и цялата WCW, братко! | ” |

След това той обявява, че Хол и Неш са хората, които той наистина иска да види като свои приятели, и че заедно тримата са напът да превземат WCW и да унищожат всичко по пътя си. В този момент Окерлънд иска от Хоган да погледне боклука, разпръснат около ринга, и насочи вниманието му към факта, че това е бъдещето на Хълк, ако той продължи да работи с „Аутсайдерите“.
| “ | Хоган: Мисля, че целият този боклук е подобен на феновете, които дойдоха на шоуто. Две години! В продължение на две години правих всичко за благотворителност, заради децата, а сега получих такъв прием? Ако не беше Хълк Хоган, нямаше да сте тук! Ако не беше Хълк Хоган, Ерик Бишоф щеше да продава месо от камион в Минеаполис. Ако не беше Хълк Хоган, всички тези кечисти сега нямаше да са тук. Вече бях кечист, когато завършваха училище. Но сега всичко ще бъде различно. | ” |

Хоган, Хол и Неш се опитват да нападнат Окерлънд, но той заплашва, че ще ги съди, ако го направят. Шоуто завършва с кадри с тримата кечисти, които се присмиват на феновете, докато ги замерват с боклуци.
Два дни по-късно, на Hog Wild (1996), Тед Дибиаси дебютира в WCW, обявявайки се за спонсор на nWo, и получава прякора „Трилионера Тед“ („Милионера Тед“ се нарича собственика на WCW, Тед Търнър). На 2 септември 1996 г. в Nitro, Новият световен ред включва към своите редици първи кечист от WCW, Гиганта, който губи титлата си от Хоган преди няколко седмици.
С наближаването на годишния Fall Brawl (1996), WCW се подготвя за нова битка срещу nWo. На 9 септември, в Nitro, nWo лъже фенове и кечисти, казвайки, че Стинг се присъединява към тях, чрез имитация от страна на Джеф Фармър, който е дегизиран като Стинг.